# Myrmecopora thriptica
Myrmecopora thriptica – gatunek chrząszcza z rodziny kusakowatych i podrodziny Aleocharinae.
Gatunek ten opisany został w 2015 roku przez Volkera Assinga na podstawie 10 okazów odłowionych w 2014 roku.
Chrząszcz o ciele długości od 3,2 do 4 mm, ubarwiony brązowo z ciemnobrązową głową, głównie czarniawobrązowym odwłokiem oraz żółtawobrązowymi odnóżami. Czułki są ciemnorude z nieco jaśniejszymi dwoma początkowymi członami. Silnie poprzeczną, w zarysie klinowatą głowę cechuje bardzo delikatne punktowanie i płytka mikrorzeźba. Punktowanie poprzecznego przedplecza oraz pokryw jest delikatne i gęste. Tylna para skrzydeł jest w pełni wykształcona. Samiec ma edeagus o środkowym płacie długości około 0,57–0,58 mm, z wciętym na szczycie i szerokim u nasady wyrostkiem brzusznym.
Owad palearktyczny, endemiczny dla Krety. Spotykany w ściółce i pod śniegiem, na wysokości 1670–1730 m n.p.m.